# Daniele Martinetti
Daniele Martinetti (Roma, 26 giugno 1981) è un ex calciatore italiano, di ruolo attaccante.

## Caratteristiche tecniche
Classica punta centrale vecchia maniera forte fisicamente e dalla buona confidenza con la rete, la sua carriera è stata fortemente limitata da seri guai fisici.

## Carriera

### Club

#### Gli inizi nella Roma
Messosi in luce nelle giovanili della Roma, nella stagione 1999-2000, poco più che diciassettenne, comincia la sua carriera professionistica nelle file del club, a partire dalla stagione 2000-01 sotto la guida del mister Fabio Capello viene aggregato alla rosa della prima squadra dove siede in panchina nella trasferta di Coppa Uefa contro il Boavista e a fine stagione seppur non collezionando presenze ufficiali si laurea campione d'italia insieme al resto della squadra.

#### Gli anni in serie C e la partentesi Torino
Nel gennaio 2002 passa al Sora, con cui disputa 21 partite, mettendo a segno 3 reti.
Nel luglio 2003 passa quindi al Prato, con cui giocherà solamente 12 partite, non mettendo a segno nessuna rete.
Ne-l 2004 passa a titolo definitivo al Torino, con cui però ottiene una sola presenza in coppa italia.
Si trasferisce quindi a titolo definitivo nel Novara, con cui riesce a segnare 17 reti in 29 presenze.

#### La serie B con Arezzo, Sassuolo e Varese
Si trasferisce poi ad Arezzo, dove in tre stagioni colleziona 86 presenze e 34 reti di cui una memorabile doppietta in casa della Juventus.
Il Sassuolo lo preleva nel gennaio 2009. A Sassuolo segnerà 22 reti in 77 presenze. Spiccano i 4 gol segnati in Sassuolo-Frosinone del 18 dicembre 2010. La partita terminerà 5-3.
Viene quindi acquistato nel 2011 dal Varese in cui milita fino al 2013, mettendo a segno 8 reti in 49 presenze. Al termine della stagione 2012-2013 si è ritirato dal calcio giocato a causa di ripetuti infortuni al ginocchio.

## Statistiche

### Presenze e reti nei club
| Stagione        | Squadra         | Campionato      | Campionato | Campionato | Coppe nazionali | Coppe nazionali | Coppe nazionali | Coppe continentali | Coppe continentali | Coppe continentali | Altre coppe | Altre coppe | Altre coppe | Totale | Totale |
| Stagione        | Squadra         | Comp            | Pres       | Reti       | Comp            | Pres            | Reti            | Comp               | Pres               | Reti               | Comp        | Pres        | Reti        | Pres   | Reti   |
| --------------- | --------------- | --------------- | ---------- | ---------- | --------------- | --------------- | --------------- | ------------------ | ------------------ | ------------------ | ----------- | ----------- | ----------- | ------ | ------ |
| 2000-2001       | Roma            | A               | 0          | 0          | CI              | 0               | 0               | CU                 | 0                  | 0                  | -           | -           | -           | 0      | 0      |
| 2001-gen. 2002  | Roma            | A               | 0          | 0          | CI              | 0               | 0               | UCL                | -                  | -                  | SI          | -           | -           | 0      | 0      |
| Totale Roma     | Totale Roma     | Totale Roma     | 0          | 0          |                 | 0               | 0               |                    | 0                  | 0                  |             | -           | -           | 0      | 0      |
| gen.-giu. 2002  | Sora            | C1              | 8          | 1          | CI-C            | -               | -               | -                  | -                  | -                  | -           | -           | -           | 0      | 0      |
| 2002-2003       | Sora            | C1              | 13         | 2          | CI-C            | 2               | 1               | -                  | -                  | -                  | -           | -           | -           | 15     | 3      |
| Totale Sora     | Totale Sora     | Totale Sora     | 21         | 3          |                 | 2               | 1               |                    | -                  | -                  |             | -           | -           | 23     | 4      |
| 2003-2004       | Prato           | C1              | 12         | 0          | CI-C            | 3               | 0               | -                  | -                  | -                  | -           | -           | -           | 15     | 0      |
| 2004-gen. 2005  | Torino          | B               | 0          | 0          | CI              | 1               | 0               | -                  | -                  | -                  | -           | -           | -           | 1      | 0      |
| gen.-giu. 2005  | Novara          | C1              | 11+2       | 3+1        | CI-C            | -               | -               | -                  | -                  | -                  | -           | -           | -           | 17     | 9      |
| 2005-gen. 2006  | Novara          | C1              | 18         | 8          | CI-C            | 5               | 3               | -                  | -                  | -                  | -           | -           | -           | 23     | 11     |
| Totale Novara   | Totale Novara   | Totale Novara   | 29+2       | 11+1       |                 | 5               | 3               |                    | -                  | -                  |             | -           | -           | 36     | 15     |
| gen.-giu. 2006  | Arezzo          | B               | 14         | 4          | CI              | -               | -               | -                  | -                  | -                  | -           | -           | -           | 2      | -2     |
| 2006-2007       | Arezzo          | B               | 30         | 10         | CI              | 4               | 2               | -                  | -                  | -                  | -           | -           | -           | 34     | 12     |
| 2007-2008       | Arezzo          | C1              | 29         | 13         | CI-C            | 2               | 0               | -                  | -                  | -                  | -           | -           | -           | 31     | 0      |
| 2008-gen. 2009  | Arezzo          | 1D              | 13         | 5          | CI+CI-LP        | 0+1             | 0+1             | -                  | -                  | -                  | -           | -           | -           | 33     | 2      |
| Totale Arezzo   | Totale Arezzo   | Totale Arezzo   | 86         | 32         |                 | 7               | 3               |                    | -                  | -                  |             | -           | -           | 93     | 35     |
| gen.-giu. 2009  | Sassuolo        | B               | 13         | 3          | CI              | -               | -               | -                  | -                  | -                  | -           | -           | -           | 13     | 3      |
| 2009-2010       | Sassuolo        | B               | 31+2       | 10+2       | CI              | 1               | 0               | -                  | -                  | -                  | -           | -           | -           | 34     | 12     |
| 2010-2011       | Sassuolo        | B               | 31         | 7          | CI              | 0               | 0               |                    | -                  | -                  |             | -           | -           | 31     | 7      |
| Totale Sassuolo | Totale Sassuolo | Totale Sassuolo | 75+2       | 20+2       |                 | 1               | 0               |                    | -                  | -                  |             | -           | -           | 78     | 22     |
| 2011-2012       | Varese          | B               | 25+2       | 5          | CI              | 0               | 0               | -                  | -                  | -                  | -           | -           | -           | 27     | 5      |
| 2012-2013       | Varese          | B               | 23         | 3          | CI              | 1               | 0               | -                  | -                  | -                  | -           | -           | -           | 24     | 3      |
| Totale Varese   | Totale Varese   | Totale Varese   | 48+2       | 8          |                 | 1               | 0               |                    | -                  | -                  |             | -           | -           | 51     | 8      |
| Totale carriera | Totale carriera | Totale carriera | 271+6      | 74+3       |                 | 20              | 7               |                    | 0                  | 0                  |             | -           | -           | 297    | 84     |

## Palmarès

### Club

#### Competizioni giovanili
- Campionato Allievi Nazionali: 1

Roma: 1998-1999

#### Competizioni nazionali
- Campionato italiano: 1

Roma: 2000-2001